# 64 Ceti
64 Ceti är en gul underjätte i stjärnbilden Valfisken.
64 Ceti har visuell magnitud +5,62 och synlig för blotta ögat vid god seeing. Den befinner sig på ett avstånd av ungefär 135 ljusår.